# Dubbelögd fikonpapegoja
Dubbelögd fikonpapegoja (Cyclopsitta diophthalma) är en fågel i familjen östpapegojor inom ordningen papegojfåglar.

## Utseende och läte
Dubbelögd fikonpapegoja är en mycket liten mestadels grön papegoja. I ansiktet syns röda och blå inslag varierande i omfattning efter underart. Hanen har röda kinder. Den skiljs från mindre lorikit genom ljusa vingundersidor och ett gult streck nära vingen som mindre lorikiten saknar. Lätet som vanligen hörs i flykten är ett distinkt och metalliskt "tzeet-tzeet". 

## Utbredning och systematik
Dubbelögd fikonpapegoja delas in i åtta underarter med följande utbredning:
- diophthalma-gruppen
  - Cyclopsitta diophthalma diophthalma – västpapuanska öarna och västra Nya Guinea
  - Cyclopsitta diophthalma aruensis – Aruöarna och allra sydligaste Nya Guinea
  - Cyclopsitta diophthalma coccineifrons – östra Nya Guinea öster om Astrolabebukten samt Central Highlands
  - Cyclopsitta diophthalma virago – öarna Goodenough och Fergusson i D'Entrecasteauxarkipelagen,
  - Cyclopsitta diophthalma inseparabilis – ön Vanatinai i Louisiadearkipelagen
  - Cyclopsitta diophthalma marshalli – nordligaste Queensland på Kap Yorkhalvön.
  - Cyclopsitta diophthalma macleayana – nordöstra Queensland från Atherton Tableland till Townsville
- Cyclopsitta diophthalma coxeni – östra Australien i sydöstra Queensland och nordöstra New South Wales

Underarten coccineifrons inkluderas ofta i nominatformen. Det akut hotade taxonet coxeni urskiljs sedan 2014 av vissa auktoriteter som den egna arten Cyclopsitta coxeni.

## Levnadssätt
Dubbelögd fikonpapegoja hittas i regnskog där den hackar ur sitt bo ur träd. Den ses vanligen flyga snabbt över trädtaket eller födosöka anspråkslöst i trädtopparna.

## Status
IUCN kategoriserar arten som livskraftig. Underarten coxeni kategoriseras dock för sig, som akut hotad.

## Bilder

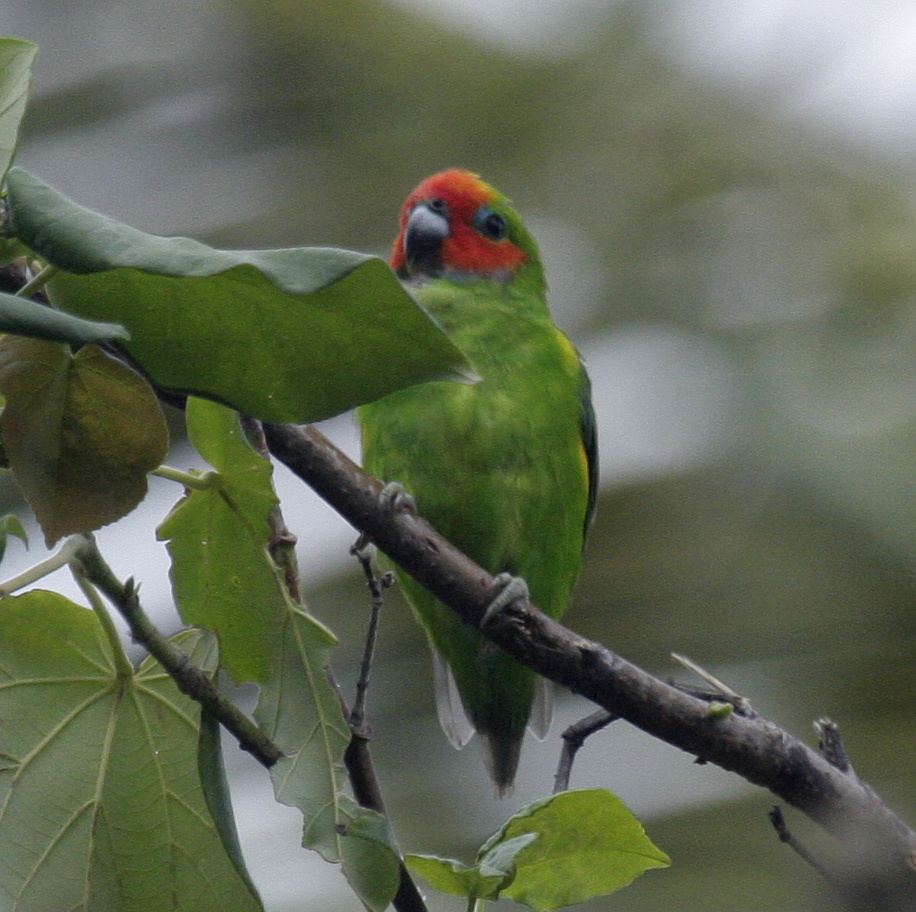
Hane.
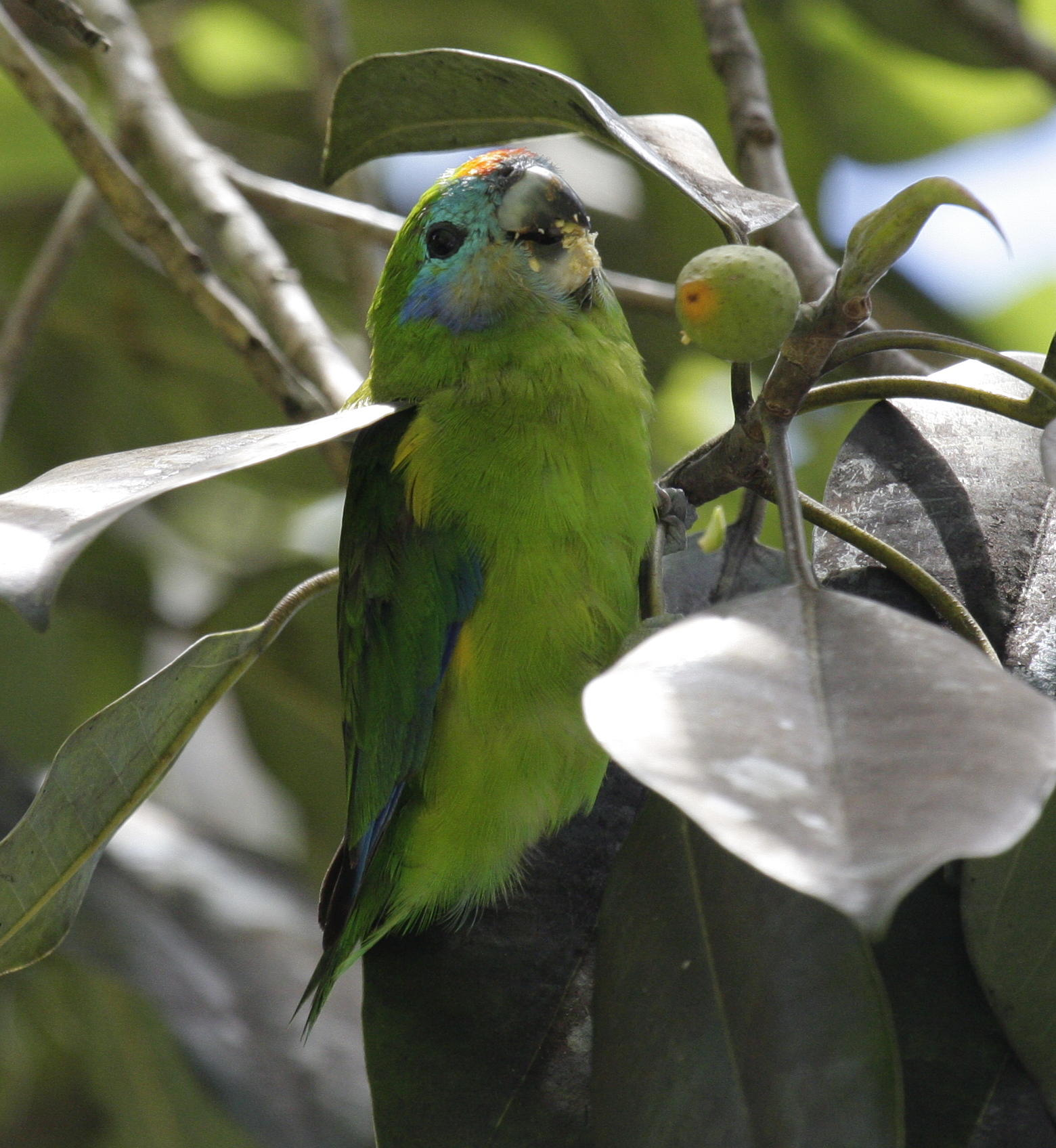
Hona.